# Raphael Hemmeler
Raphael Hemmeler (* 12. Juli 1991 in Zürich) ist ein ehemaliger Schweizer Tennisspieler.

## Karriere
Hemmeler gewann 2009 den Titel der unter 18-Jährigen in der Schweiz. 
Noch vor dem Abschluss des Matura 2011 spielte Hemmeler einige wenige Profiturniere und schaffte es im Einzel zwei Weltranglistenpunkte zu erspielen, sodass er in der Rangliste auf Platz 1125 geführt wurde. Sein einziger Auftritt auf der ATP Tour erfolgte 2010 in Stuttgart, als er in der ersten Runde des Doppels mit Sandro Ehrat zusammen an Jamie Cerretani und Adil Shamasdin scheiterte.
Von 2011 bis 2015 studierte Hemmeler an der Duke University und spielte erfolgreich College Tennis. Nach dem Abschluss nahm er an keinen weiteren Profiturnieren mehr teil.